# Hồng Thất Công
Hồng Thất Công (tiếng Trung: 洪七公, bính âm: Hóng Qīgōng) hay Bắc Cái (tiếng Trung: 北丐) là nhân vật hư cấu trong tiểu thuyết Anh hùng xạ điêu của Kim Dung. Ông cũng tiếp tục xuất hiện trong tiểu thuyết tiếp theo Thần điêu hiệp lữ.
Hồng Thất Công là bang chủ thứ mười tám của Cái Bang, là một trong những người có võ công cao cường tuyệt đỉnh đương thời, tính tình hào sảng, là một bậc anh hùng hành hiệp trượng nghĩa nhưng ham ăn ham rượu, từng một lần vì mải ăn uống mà để một vị huynh đệ chết thảm.  Tại Hoa Sơn luận kiếm lần thứ nhất, Hồng Thất Công là một trong Thiên hạ ngũ tuyệt, xưng tụng là Bắc Cái. Hai môn võ công nổi tiếng của ông là Hàng long thập bát chưởng và Đả cẩu bổng pháp.

## Cái Bang
Trong Anh hùng xạ điêu, Hồng Thất Công lúc này là đương nhiệm bang chủ Cái Bang. Ông tức giận tự chặt một ngón tay của mình để nhắc nhở bản thân, từ đó giang hồ gọi ông là "Cửu chỉ thần cái".
Thông qua lời kể của mình, Cái Bang sau thời kỳ của Tiêu Phong đã suy yếu vì thiếu những vị đầu đà có năng lực, vì quân Kim xâm lăng tàn sát. Đến thời Hồng Thất Công, ông lập công đầu trong công cuộc khôi phục Cái Bang trở thành bang hội hạng nhất của giới võ lâm.

## Anh hùng xạ điêu
Trong một lần bôn tẩu giang hồ, vô tình gặp cặp tình nhân trẻ tuổi Quách Tĩnh, Hoàng Dung và mê mệt tài nấu nướng của Hoàng Dung. Hoàng Dung nhanh chóng nhận ra đây chính là vị tiền bối Cửu chỉ thần cái lừng danh nên ra sức chế biến các món ngon miệng để dẫn dụ ông dạy cho Quách Tĩnh nhiều chiêu của pho Giáng Long thập bát chưởng. Bản thân nàng cũng được ông truyền cho quyền pháp Tiêu Dao Du và Nhãn Hoa Thiên Vũ.
Thấy Quách Tĩnh ngốc nghếch, ông một mực từ chối nhận chàng làm đồ đệ, nhưng về sau Quách Tĩnh cần trừng trị Âu Dương Khắc nên ông đã chính thức thu nhận chàng và truyền thụ vài chiêu thức cuối cùng của Giáng Long.
Sau này khi Hồng Thất Công bị Âu Dương Phong thả rắn cắn trọng thương, cùng Hoàng Dung trôi dạt vào Áp Quỷ đảo, tưởng mình không qua khỏi, ông truyền chức bang chủ Cái Bang cho nàng tiếp tục dạy nàng Đả Cẩu Bổng Pháp. May sao ông được Quách Tĩnh bày cho khẩu quyết Cửu Âm chân kinh, tự tu luyện nên phục hồi nhanh chóng.
Cuối truyện, trên đỉnh Hoa Sơn, Hồng Thất Công xuất hiện, vạch rõ những sai trái của Cừu Thiên Nhận, khiến y thành tâm hối cải, rồi Nhất Đăng đại sư đã thu nạp hắn quy y cửa Phật. Ông tham gia "Hoa Sơn luận kiếm" lần thứ 2, lần đấu võ tỉ thí này khá vắng vẻ, chỉ có vài người thi đấu gồm Hoàng Dược Sư, Hồng Thất Công, Âu Dương Phong, Chu Bá Thông và Quách Tĩnh. Nam Đế Đoàn Trí Hưng (lúc này đã đi tu, đổi là Nhất Đăng đại sư) và Cừu Thiên Nhận có đến nhưng không tham dự. Hồng Thất Công tiếp tục đứng ở vị trí Bắc Cái trong "Thiên hạ ngũ tuyệt".

## Hàng Long thập bát chưởng
Hồng Thất Công nổi tiếng với công phu Hàng long thập bát chưởng gồm 18 chiêu thức:
1. Kháng long hữu hối (亢龍有悔)
2. Phi long tại thiên (飛龍在天)
3. Kiến long tại điền (見龍在田)
4. Hồng tiệm ư lục (鴻漸於陸)
5. Tiềm long vật dụng (潛龍勿用)
6. Đột như kỳ lai (突如其來)
7. Lợi thiệp đại xuyên (利涉大川)
8. Chấn kinh bách lý (震驚百里)
9. Hoặc dược tại uyên (或躍在淵)
10. Song long thủ thủy (雙龍取水)
11. Ngư dược ư uyên (魚躍於淵)
12. Thì thừa lục long (時乘六龍)
13. Mật vân bất vũ (密雲不雨)
14. Tổn tắc hữu phu (損則有孚)
15. Long chiến ư dã (龍戰於野)
16. Lý sương băng chí (履霜冰至)
17. Đê dương xúc phiên (羝羊觸藩)
18. Thần long bãi vĩ (神龍擺尾)

## Thần điêu hiệp lữ
Sang phần này Hồng Thất Công đã rất già. ông cùng với Âu Dương Phong đánh nhau trên đỉnh Hoa Sơn từ lúc sức khỏe dồi dào đến khi kiệt sức. Gặp được Dương Quá, Hồng Thất Công đã truyền lại Đả cẩu bổng pháp cho chàng để chàng thay mình đánh nhau với Âu Dương Phong, Âu Dương Phong lần lượt hoá giải hết 35 chiêu của Đả cẩu bổng pháp nhưng đến chiêu cuối cùng thì y nghĩ mãi không ra cách đối phó đến bạc cả đầu. Cuối cùng Âu Dương Phong và Hồng Thất Công hòa giải mối hận thù cùng ôm nhau cười lớn mà chết. Mộ của 2 người được đặt cạnh nhau.

## Phim ảnh
- Anh hùng xạ điêu

Trần Phi Long (1976),
Lưu Đan (1983),
Giang Sinh (1988),
Lưu Đan (1994),
Tôn Hải Anh (2003),
Lương Gia Nhân (2008),
Triệu Lập Tân (2017),
- Thần điêu đại hiệp